# Lac Sainte-Rose
Le lac Sainte-Rose est un plan d'eau douce situé dans la municipalité de Mandeville, dans la municipalité régionale de comté D'Autray, dans la région administrative de Lanaudière, au Québec, au Canada.

## Décharge
Le lac se déverse dans le Lac Hénault